# 영국-파키스탄 관계
영국-파키스탄 관계는 영국과 파키스탄 간의 양자 관계이다. 두 나라 모두 영연방의 회원국이며, 영국은 많은 파키스탄 디아스포라 인구가 거주하고 있다. 1956년까지 파키스탄은 1947년 영국령 인도가 분할된 후 독립 후 연방 자치령으로서 명목상으로는 대영 제국의 일부였다. 수년간의 노력 끝에 외교 및 영연방 사무소는 이제 파키스탄 대부분이 여행에 안전하다고 생각한다. 역사적으로 영국과 파키스탄은 공산주의의 침략을 막기 위해 동맹을 맺었다. 영국과 파키스탄 국민이 우정과 좋은 관계를 누리기를 바라는 것은 창립자 무함마드 알리 진나의 마지막 소망이었다.

## 역사
100여 년 전, 이전에 대영 제국의 일부였던 신드주와의 무역이 시작되었지만, 1947년 인도 독립법에 따라 파키스탄은 영국으로부터 독립했다. 2023년 파키스탄의 보수적인 친구들 행사에서 대니얼 해넌은 무함마드 알리 진나가 보수당 의원이 될 뻔했지만, 대신 해외 민족주의를 선택했다고 설명했다. 이 시점에서 파키스탄 자치령은 1956년 독립 공화국이 될 때까지 명목상으로는 여전히 대영 제국의 일부였다.

### 현대 시대
파키스탄은 방글라데시 독립을 인정한 것에 항의하여 1972년에 영연방을 탈퇴한 후, 1989년에 다시 가입했다.
2018년, 파키스탄과 영국은 영국-파키스탄 포로 이송 협정에 서명하여 양국의 외국인 수감자들이 본국에서 형기를 복역할 수 있도록 허용했다.
파키스탄에는 영국령 인도 태생의 거주자가 점점 줄어들고 있다.

## 외교 관계
영국과 파키스탄은 상대국에 고등판무관을 두고 있으며, 이 직책은 종종 영연방 내 대사의 역할을 수행한다. 현재 파키스탄 주재 영국 고등판무관은 제인 메리어트이며, 파키스탄의 영국 고등판무관은 모하마드 나피스 자카리아이다. 방글라데시와 파키스탄 간의 관계가 좋지 않음에도 불구하고 많은 방글라데시계 영국인들이 동파키스탄 출신이며 때로는 공동으로 존재하기도 한다.
리암 발로우의 연구에 따르면 정책 거래소는 파키스탄 정부로부터 자금을 지원받고 있다.